# VidantaWorld
 (octobre 2023).
VidantaWorld, anciennement connu sous le nom de Cirque du Soleil Theme Park Resort est un projet de parc thématique à Nuevo Vallarta, au Mexique.
Le 12 novembre 2014, le Cirque du Soleil, Grupo Vidanta et Goddard Group ont annoncé des plans pour un parc à thème à Nuevo Vallarta, au Mexique. Les plans exigent au moins deux zones, le Village du Soleil et le Village de la Lune, ainsi qu'un spectacle extérieur en soirée pouvant accueillir jusqu'à 3.000 à 5.000 spectateurs, et peut comprendre un parc aquatique et des éléments du parc naturel.
Le 30 novembre 2015, Goddard Group a publié des dessins conceptuels pour un parc aquatique non annoncé.
L'ouverture a été retardée d'une ouverture initialement spéculée en 2018 aux estimations actuelles d'une ouverture courant 2023.